# Saison cyclonique 2017-2018 dans l'océan Indien sud-ouest
La saison cyclonique 2017-2018 dans l'océan Indien sud-ouest 2017-18 devait s'étendre officiellement du 15 novembre 2017 au 30 avril 2018, à l'exception de l'île Maurice et des Seychelles, dont la saison se terminerait le 15 mai 2018. Ces dates délimitent traditionnellement la période de l'année durant laquelle la plupart des cyclones tropicaux et subtropicaux se forment dans le bassin qui est à l'ouest de 90° E et au sud de l'équateur. La formation de cyclones dans ce bassin est surveillée par le Centre météorologique régional spécialisé cyclones de La Réunion et le premier système, Ava, est apparu seulement le 27 décembre.

## Nom des tempêtes
Dans le sud-ouest de l'océan Indien, les dépressions tropicales et les dépressions subtropicales dont la vitesse du vent est estimée à au moins 65 km/h par le Centre Météorologique Spécialisé Régional de La Réunion (RSMC La Réunion) se voient généralement assigner un nom. Cependant, ce sont les centres sous-régionaux de conseil pour les cyclones tropicaux de l'île Maurice et de Madagascar qui nomment les systèmes. Le Centre de l'île Maurice nomme une tempête si elle s'intensifie en une tempête tropicale modérée entre 55° E et 90° E. Si au contraire un cyclone s'intensifie en une tempête tropicale modérée entre 30° E et 55° E, le Centre sous-régional de Madagascar attribue le nom approprié à la tempête.
À partir de la saison 2016-17, les listes de noms dans le sud-ouest de l'océan Indien seront alternées sur une base triennale. Les noms de tempêtes ne sont utilisés qu'une seule fois, de sorte que tout nom de tempête utilisé cette année sera retiré de la rotation et remplacé par un nouveau nom pour la saison 2020-21. Les noms inutilisés devraient être réutilisés dans la liste pour la saison 2020-21.
| 2  | Ava       |
| 3  | Berguitta |
| 4  | Cebile    |
| 3  | Cebile    |
| TT | Eliakim   |
| 1  | Fakir     |

| Inc. | Guambe |
| Inc. | Habana |
| Inc. | Iman   |
| Inc. | Jobo   |
| Inc. | Kanga  |
| Inc. | Ludzi  |

| Inc. | Melina |
| Inc. | Nathan |
| Inc. | Onias  |
| Inc. | Quamar |
| Inc. | Rita   |
| Inc. | Solani |
| Inc. | Tarik  |

| Inc. | Urilia   |
| Inc. | Vuyane   |
| Inc. | Wagner   |
| Inc. | Xusa     |
| Inc. | Yarona   |
| Inc. | Zacarias |

| 2  | Ava       |
| 3  | Berguitta |
| 4  | Cebile    |
| 3  | Cebile    |
| TT | Eliakim   |
| 1  | Fakir     |

| Inc. | Guambe |
| Inc. | Habana |
| Inc. | Iman   |
| Inc. | Jobo   |
| Inc. | Kanga  |
| Inc. | Ludzi  |

| Inc. | Melina |
| Inc. | Nathan |
| Inc. | Onias  |
| Inc. | Quamar |
| Inc. | Rita   |
| Inc. | Solani |
| Inc. | Tarik  |

| Inc. | Urilia   |
| Inc. | Vuyane   |
| Inc. | Wagner   |
| Inc. | Xusa     |
| Inc. | Yarona   |
| Inc. | Zacarias |

## Cyclones tropicaux

### CycloneAva
Ava est le nom du cyclone tropical qui a touché les côtes est et nord-est de Madagascar dans l'Océan Indien, le 5 janvier 2018. Ava est né d'une onde tropicale devenue dépression tropicale le 27 décembre 2017 puis tempête tropicale et finalement le premier cyclone de la saison australe 2017-2018 de l'océan Indien. Le système atteignit son maximum à la catégorie catégorie 2 avec des vents soutenus de 150 km/h et des rafales jusqu'à 190 km/h.
Le cyclone a touché la côte à proximité de Toamasina (Tamatave), après être resté pendant plusieurs heures près de l'île Sainte-Marie durant la nuit précédente,. Le bilan humain fait état de 51 morts, 22 disparus tandis que les dégâts matériels ont touché 160 000 personnes contraignant 54 000 d'entre elles à évacuer leur habitation.  Selon la presse, « Au cours des dix dernières années, Madagascar, un des pays les plus pauvres au monde, a été frappé par quarante-cinq cyclones et tempêtes tropicales. En mars 2017, Enawo avait fait au moins 78 morts ».

### CycloneIrving
Le 3 janvier, un centre dépressionnaire s'est développé au sud-ouest de Sumatra, soit le bassin de l'océan Indien sud-est sous la responsabilité du Bureau of Meteorology australien. À 6 h UTC le 5 janvier, le centre de prévision de Perth émit le premier avis à propos de ce système qu'il identifia comme Dépression 08U. Ses vents étaient alors de 75 km/h mais sa structure n'était pas encore tropicale
Le lendemain, 08U est devenu un cyclone tropical de catégorie 1 nommé Irving, le quatrième de la saison cyclonique 2017-2018 dans l'océan Indien sud-est. Quelques heures plus tard, il entrait dans le bassin du sud-ouest de l'océan Indien sous la responsabilité du centre de La Réunion.

### Cyclone tropical intenseBerguitta
Le 13 janvier, est née juste au Nord de Rodrigues la tempête tropicale modérée Berguitta. Elle a continué de s'intensifier lentement jusqu'au 14 janvier où il subit une intensification explosive. En 6 heures, de 06h UTC à 12h UTC, Berguitta est passé du stade de forte tempête tropicale à celui de cyclone tropical intense, toujours près de Rodrigues, et ainsi atteint son pic d'intensité avec des vents soutenus sur 10 minutes de 165 km/h et une pression minimale au centre de 940 hPa. Étant donné la présence proche de Berguitta de Rodrigues, le MMS (Mauritius Metorological Services) a émis des avis cycloniques de classe III le 15 au plus fort du cyclone. Puis Berguitta s'est dirigé vers le Sud-Ouest, et les Mascareignes. Un avis de pré-alerte cyclonique a été déclenché le même jour de janvier par le CMRS de la Réunion, puisque Berguitta menaçait les îles sœurs. Maurice et la Réunion ont émis des bulletins qui, au plus fort de la tempête, allaient pour Maurice de l'alerte III, apportant des fortes rafales et des fortes pluies, et pour la Réunion de l'alerte Orange. La Réunion a notamment subi des inondations et des pertes de courant. À Maurice, les pertes économiques et les dommages s'élevaient à 26 millions de $ et 1 personne a été tuée à la Réunion.

### Cyclone tropical intenseCebile
Le cyclone tropical intense Cebile a connu une phase d'intensification rapide pour atteindre le stade de catégorie 4. Il s'est légèrement affaibli afin d'effectuer le cycle de remplacement du mur de l'œil présentent un œil extra-large. Ce système a évolué dans la mer loin des terres habitées ne provoquant aucun dégât.

### Cyclone tropical intenseDumazile
Le 'cyclone Dumazile est une perturbation tropicale qui est passée entre Madagascar et La Réunion début mars 2018. Elle a provoqué de fortes pluies et une forte houle mais à La Réunion, le niveau d'alerte n'a pas dépassé la pré-alerte cyclonique.

### Forte tempête tropicaleEliakim
Au moins 20 personnes furent tués et environ 15 000 autres affectés à Madagascar,. Les districts de la côte est furent les plus touchés avec 260 maisons détruites et 630 autres inondées.

### CycloneFakir
Le cyclone Fakir est passée au plus près de La Réunion, en tant que cyclone tropical, dans la journée de mardi 24 avril 2018, son centre passant à environ 10 kilomètres de la côte. Il y a fait plus dégâts par ses vents violents et pluies intenses que les précédents cyclones de la saison ,. Le cyclone a causé la mort  d'un jeune couple de 18 et 22 ans dans une coulée de boue sur les hauteurs de L'Étang-Salé à La Réunion. Une rafale à 202 km/h a été enregistrée à gros piton Sainte Rose, et les vents ont dépassé les 150 km/h sur une large moitié Est de l'île. Ils ont dépassé les 100 km/h partout ailleurs.
Les fortes précipitations ont provoqué des inondations et des glissements de terrain à la Réunion. Deux personnes sont décédées à la suite de glissements de terrain, de nombreuses habitations, le réseau routier, celui d'électricité et celui d'alimentation en eau potable furent endommagés. La perte économique a été estimée à environ 20 millions d'euros.

### CycloneFlamboyan
Tard le 28 avril, Flamboyan est passé du bassin australien de l'océan Indien au bassin sud-ouest du même océan tout en conservant le même nom, devenant le premier cyclone tropical de la région à conserver un nom donner par le centre de prévision de Jakarta. le 29 avril, Flamboyan s'intensifia pour atteindre le niveau de forte tempête tropicale (nom dans ce bassin qui est équivalent à un ouragan de catégorie 1).

## Autres systèmes
Une zone dépressionnaire, classée comme tropicale par le Bureau of Meteorology australien, s'est déplacée ouest-sud-ouest à travers le 90e méridien dans le bassin sud-ouest de l'océan Indien le 8 août. À 10 h 0 UTC le jour suivant, le bureau de Météo-France à La Réunion l'a classée comme perturbation tropicale, avec des vents soutenus allant jusqu'à 55 km/h sur le versant sud de la circulation par le diffusomètre d'un satellite météorologique. À ce moment-là, la perturbation était située à environ 2 375 km à l'ouest de Jakarta, en Indonésie. Météo-France a noté que la reprise de l'activité convective dans le bassin était probablement due à l'interaction entre une onde de Kelvin se déplaçant vers l'est et une onde de Rossby se déplaçant vers l'ouest. Elle s'est dissipée plus tard.

## Chronologie des événements
| D | T | 1 | 2 | 3 | 4 | 5 |